# Roprachtice
Roprachtice – gmina w Czechach, w powiecie Semily, w kraju libereckim. Według danych z dnia 1 stycznia 2013 liczyła 276 mieszkańców.